# Ahokinjärvi
Ahokinjärvi eller Ahokkijärvi är en sjö i Finland. Den ligger i kommunen Limingo i landskapet Norra Österbotten, i den centrala delen av landet, 500 km norr om huvudstaden Helsingfors. Ahokinjärvi ligger 108 meter över havet. Arean är 41,1 hektar och strandlinjen är 3,38 kilometer lång. Sjön  ingår i Temmesjokis huvudavrinningsområde. 